# Hogere Zeevaartschool
Een Hogere Zeevaartschool is een hogeschool waar officieren voor de Koopvaardij worden opgeleid.

## België
In België kunnen twee richtingen gekozen worden. Dit zijn "officier werktuigkundige" en "officier ter lange omvaart" (stuurman).
Deze opleidingen kunnen worden gevolgd aan:
- Antwerp Maritime Academy

## Nederland
In Nederland zijn de opleidingen voor stuurman en werktuigkundige gecombineerd tot de leergang maritiem officier. 
Hogere Zeevaartscholen zijn:
- Hogere Zeevaartschool Amsterdam
- Hogere Zeevaartschool Rotterdam
- Maritiem Instituut de Ruyter te Vlissingen
- Maritiem Instituut Willem Barentsz